# Лебагатуре
Лебагатуре (груз. ლებაღათურე) — село в Грузии, на территории Сенакского муниципалитета края (мхаре) Самегрело-Верхняя Сванетия.

## География
Село находится в западной части Грузии, на правом берегу реки Абаши, на расстоянии приблизительно 14 километров (по прямой) к северо-востоку от города Сенаки, административного центра муниципалитета. Абсолютная высота — 90 метров над уровнем моря.

## Население
По результатам официальной переписи населения 2014 года в Лебагатуре проживало 248 человек (125 мужчин и 123 женщины). В национальной структуре населения грузины составляли 99,6 %.
| Год  | Население, человек |
| ---- | ------------------ |
| 2002 | 261                |
| 2014 | ↘ 248              |